# Zamek joannitów w Skarszewach

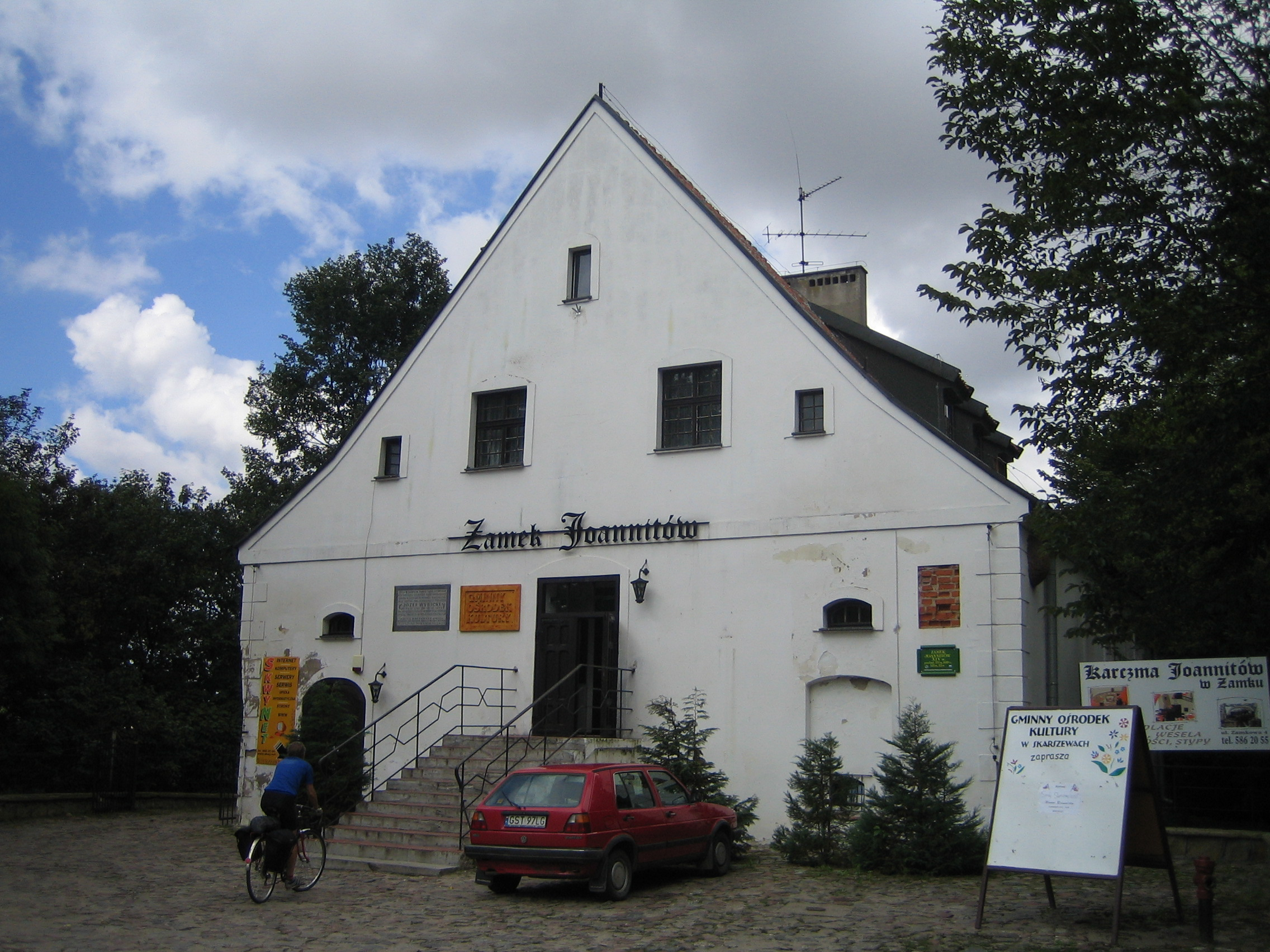
Front budynku z 2006 roku, przed odsłonięciem murów

Zamek joannitów w Skarszewach – gotycki, czternastowieczny zamek znajdujący się na terenie Skarszew, w województwie pomorskim. Zamek góruje nad zakolem rzeki Wietcisa.
Został wybudowany w latach 1320-1334 przez zakon joannitów, na miejscu starszego grodu. W 1370 roku zamek został nabyty przez Krzyżaków, a opieka nad nim była sprawowana przez wójta z Tczewa. W czasie wojny trzynastoletniej budowla przechodziła z rąk do rąk, w 1466 roku otrzymali ją Polacy. Od 1613 roku w zamku rezydowali wojewodowie pomorscy. W 1629, w czasie wojny polsko-szwedzkiej, budynek został spalony i częściowo zniszczony. W 1772 roku, po przejęciu przez władze pruskie, zamek był w złym stanie i został częściowo rozebrany oraz przebudowany na magazyn solny i budynek mieszkalny. Z najstarszego budynku przetrwały piwnice oraz część murów parteru budynku mieszkalnego. W funkcji magazynowo-mieszkalnej budynek trwał aż do 1982 roku. Wówczas rozpoczęła się przebudowa budynku z odrestaurowaniem ścian i dachu, z przeznaczeniem na siedzibę Gminnego Ośrodka Kultury w Skarszewach. Początkowo budynek został w większości otynkowany, ale na początku XXI wieku odsłonięto ceglaną ścianę z widocznymi śladami po zamurowanych oknach i wejściach oraz innych przebudowach. 
W zamku znajdują się obecnie sale konferencyjne i organizowane są różnego rodzaju wystawy i galerie z ramienia GOK Skarszewy.